# Karoserija
Karoserija je jedan od tri osnovna dijela motornog vozila (uz šasiju i opremu motornog vozila), a definira se kao nadgradnja šasije na koju se učvršćuje.
Karoserija služi za smještaj putnika, njihove prtljage ili tereta, a kod suvremenih putničkih vozila, se izvodi kao prostorna rešetka koja preuzima opterećenja (tzv. samonosiva karoserija).